# Vergine col Bambino e sant'Anna
Vergine col Bambino e sant'Anna è un dipinto del pittore veronese Girolamo dai Libri, realizzato con la tecnica della pittura a olio su tela, conservato presso la National Gallery di Londra.
In origine la tela costituiva la porzione centrale di un trittico collocato presso la chiesa di Santa Maria della Scala di Verona a cui contribuirono anche Paolo Morando (autore di un San Rocco anch'esso a Londra) e Francesco Torbido (che realizzò un San Sebastiano) per le figure laterali.
L'impostazione della Madonna e di sant'Anna è la medesima utilizzata dal dai Libri per la tela Madonna con il Bambino e i santi Anna, Giuseppe e Gioacchino conservata nella chiesa di San Paolo in Campo Marzio a Verona.